# Teoria e prassi del collettivismo oligarchico
(Emmanuel Goldstein, Teoria e prassi del collettivismo oligarchico, incipit)
Teoria e prassi del collettivismo oligarchico (in inglese "The Theory and Practice of Oligarchical Collectivism") è un saggio di invenzione che compare nel romanzo di George Orwell 1984. 

## Contesto narrativo
L'autore sul frontespizio dell'opera è Emmanuel Goldstein, ma nella terza parte del romanzo di Orwell viene rivelato che nella realtà il saggio è frutto del lavoro collettivo dei membri del Partito Interno. Il volume - che è scritto in "archelingua" (cioè in inglese) - dovrebbe rappresentare la base ideologica del fantomatico movimento di dissidenza al regime del Socing detto "Confraternita". Ad esso ci si riferisce anche solamente con il termine "il libro".
Nel romanzo, Winston Smith riceve di nascosto durante la Settimana dell'Odio una copia del volume rilegata alla meglio in nero, senza scritte in copertina e visibilmente usurata. Inizia a leggerlo durante gli incontri clandestini con Julia, ma la lettura viene improvvisamente interrotta quando l'uomo s'accorge che la sua compagna si è addormentata, proprio poco prima che venga rivelato dal saggio il vero scopo per cui esiste il potere del Socing in Oceania. Con l'arresto dei due amanti di lì a poco, nessun altro dettaglio del volume verrà esposto nel resto del romanzo. Il vero motivo per cui il Socing esiste verrà comunque rivelato da O'Brien a Winston durante l'interrogatorio/tortura nella terza parte del romanzo. O'Brien rivelerà infatti di aver preso parte alla stesura del libro.

## Struttura del saggio
Winston Smith sfogliando il saggio legge solo due dei capitoli di cui il volume è composto, prima il terzo e poi il primo. I due capitoli sono intitolati a partire dagli slogan del Socing, rispettivamente La guerra è pace e L'ignoranza è forza. I due capitoli spiegano il funzionamento dei meccanismi interni della dittatura del Socing e delle sue teorie rivali e del tutto analoghe, il "Culto della Morte" (l'ideologia estasiana) e il Neo-Bolscevismo (l'ideologia eurasiana). Il libro inoltre dà anche cenni della geografia e della storia del mondo dopo la Seconda guerra mondiale, con la formazione dei primi due superstati (Oceania ed Eurasia), la guerra atomica, la formazione dell'Estasia, la stabilizzazione dei tre regimi totalitari, fino all'età presente. Winston arriva a credere - sebbene non lo legga esplicitamente - che per il libro di Goldstein la possibilità di rovesciare la dittatura del Socing risiede nei Prolet. Anche O'Brien accenna a questa possibilità durante una seduta di lavaggio del cervello, liquidandola come una sciocchezza.

### Capitolo I: L'ignoranza è forza
In questo primo capitolo, viene dettagliata la continua lotta di classe che ha caratterizzato le società umane; iniziando con l'osservazione storica che le società si sono sempre organizzate in caste gerarchiche e classi sociali: gli Alti (coloro che comandano); i Medi (coloro che lavorano per gli Alti e aspirano a prenderne il posto) e i Bassi (quelli che hanno come unico obiettivo la sopravvivenza). L'autore (Goldstein) osserva che ciclicamente i Medi depongono gli Alti, arruolando i Bassi nella loro causa facendo ricorso a temi quali la "giustizia" e la "fratellanza umana", convincendoli che, una volta conquistato il potere, avrebbero avuto condizioni di vita più favorevoli, fatto salvo, riconsegnarli alla loro precedente situazione una volta arrivati al potere.
Nella prima metà del ventesimo secolo, la classe Media cercò di conseguire il potere con una pretesa ricerca di giustizia per tutti: "In tutte le varianti del Socialismo apparse dal 1900 in avanti l'obiettivo di conseguire libertà ed uguaglianza venne sempre più apertamente abbandonato. I nuovi movimenti politici che comparirono alla metà del secolo...hanno avuto lo scopo specifico di perpetuare la non libertà e la disuguaglianza"; perché il vero obiettivo era terminare la Storia, diventando una perpetua classe dominante (gli Alti) - composta non da aristocratici o plutocrati ma da "burocrati, scienziati, tecnici, sindacalisti, pubblicisti, sociologi, insegnanti, giornalisti e politici di professione" originari della "classe media dei salariati e dai livelli più alti della classe lavoratrice".
Inoltre, nella metà del ventesimo secolo, la tecnologia ha reso possibile la fattibilità di una società totalitaria; apparecchiature elettroniche, quali i televisori rice-trasmittenti, rendono possibile lo spionaggio continuo della popolazione da parte del governo: "La possibilità di definire, non solo la completa obbedienza alla volontà dello Stato, ma la completa uniformità di pensiero su tutte le materie, ora esisteva per la prima volta". Dopo le rivoluzioni avvenute tra il 1950 e il 1960, la società si divise negli Alti (il Partito Interno), i Medi (il Partito Esterno) e i Bassi (i Proletari, o Prolet in neolingua); i primi utilizzarono la tecnologia per assicurarsi perpetuamente la posizione dominante. 
Il Partito Interno è guidato dal Grande Fratello, un leader che viene rappresentato come un semidio (probabilmente una figura fittizia) al quale tutti devono obbedienza e che tutti adorano. Il Partito Esterno ha compiti più amministrativi, e mette in opera le disposizioni del Partito Interno mentre i Prolet eseguono il lavoro di manovalanza.
La massa della popolazione non si ribella al Partito perché la propaganda del Minver nasconde fatti e informazioni che permetterebbero confronti tra gli stati e i sistemi politici e, quindi, scoprire il loro stato di schiavitù. Generalmente i Prolet non sono soggetti alla propaganda: "Gli si può concedere libertà intellettuale perché non hanno intelletto", perciò nessun desiderio di ribellione nasce da questa classe sociale. Invece, tutti i membri del Partito (Interno o Esterno) sono controllati grazie alla tecnologia affinché sviluppino solo pensieri ortodossi senza deviazioni intellettuali quali scetticismo o libero pensiero, perciò un membro del Partito "non deve avere sentimenti personali e niente meno che entusiasmo. Egli vive alla continua ricerca degli odiati nemici stranieri e dei traditori interni, e per servire il potere e la saggezza del Partito".
Al fine di salvaguardare la fondamentale fiducia nell'onniscienza ed infallibilità del Grande Fratello e del Partito, il Miniver pratica una continua falsificazione della storia in modo tale che il passato non abbia oggettiva esistenza, dato che esso risiede nei documenti e nella memoria. I documenti vengono quindi distrutti, falsificati o creati ex novo alla bisogna, e la memoria confusa con la propaganda, il bispensiero o quando necessario, il lavaggio del cervello, affinché la versione corrente della memoria storica collettiva coincida sempre con quella ufficiale del Partito. In sostanza, la storia non esiste più poiché se i fatti storici negano la versione ufficiale pro tempore decisa dal Partito, "si cambiano i fatti". 
Al fine di prevenire la non ortodossia, il Partito inculca nei suoi membri l'abitudine di pensiero chiamata Bispensiero, ovvero la capacità di cambiare opinione all'istante, credendo con profonda convinzione nella nuova versione dei fatti anche se questa dovesse essere in palese contraddizione con quanto espresso pochi istanti prima. Una volta applicata, questa tecnica permette di ovviare allo Psicoreato ovvero la deviazione dall'ortodossia di pensiero dettata dal Partito e dal Grande Fratello.

### Capitolo III: La Guerra è Pace
Nel capitolo viene illustrato il meccanismo della guerra perpetua, funzionale alla distruzione del surplus di produzione di beni e servizi e al mantenimento di un clima psicologico delle masse di isterismo e odio costante. In questo capitolo si spiega anche il funzionamento della scienza tecnologica coi limiti imposti dall'ideologia, dalla neolingua e dal bispensiero: la scienza in teoria è impegnata nello sviluppo di armi apocalittiche (addirittura i terremoti artificiali), ma in realtà essa resta pressoché bloccata in un eterno presente, data l'assoluta mancanza di necessità di nuove armi e - ovviamente - di ogni progresso che possa migliorare le condizioni di vita umane. In teoria piccoli progressi sono stati compiuti nelle tecnologie belliche (come la sostituzione dei bombardieri con armi teleguidate), ma in generale il livello medio della vita è regredito, tanto che per esempio la meccanizzazione agricola sembra scomparsa e le arature sono tornate alla trazione animale. 
Il progresso viene infatti concepito solo per tutto ciò che possa allargare la sfera del potere del Socing e restringere la libertà dei singoli individui. Il capitolo riassume gli obblighi dell'élite del Partito Interno essenzialmente nel non consentire la morte dei propri sudditi in maniera massiccia (tale da costituire una minaccia demografica al proprio potere) e contemporaneamente mantenere il proprio superstato al medesimo livello militare degli altri due. Assolti questi due compiti del tutto funzionali solo ai propri scopi, l'élite può plasmare la realtà a suo capriccio.